# Baltersan Castle

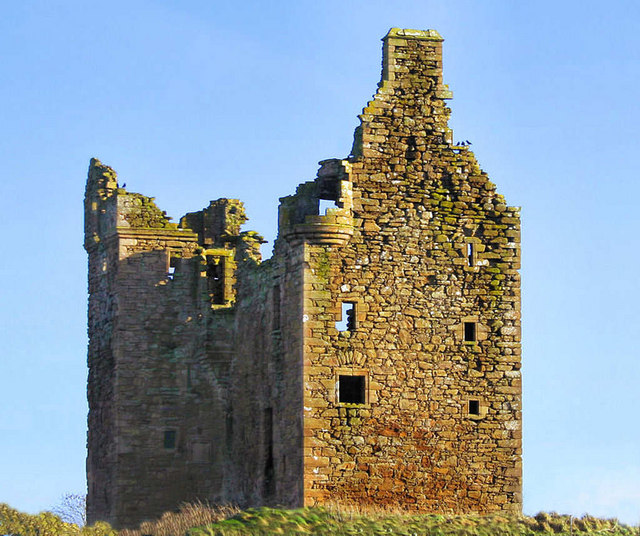
Baltersan Castle

Baltersan Castle ist die Ruine eines Tower House nahe der schottischen Ortschaft Maybole in der Council Area South Ayrshire. 1971 wurde das Bauwerk in die schottischen Denkmallisten zunächst in der Kategorie B aufgenommen. Die Hochstufung in die höchste Denkmalkategorie A erfolgte 1995.

## Geschichte
Mit Baltersan House existierte ein Vorgängerbau wahrscheinlich am Ort des heutigen Tower House. Die Eigentümerin Lady Row verstarb 1530. Aus Aufzeichnungen ist bekannt, dass der Bau von Baltersan Castle am 1. März 1584 aufgenommen wurde. Bauherr war der Laird John Kennedy. Man geht davon aus, dass es am Ort von Baltersan House erbaut wurde, welches zuvor niedergerissen wurde. Kennedy war auch Eigentümer von Greenan Castle an der Küste des Firth of Clyde in der Nähe von Ayr. Es wird davon ausgegangen, dass er beide Gebäude abwechselnd nutzte. Über die Geschichte von Baltersan Castle ist wenig bekannt.
Heute ist es nur noch als Ruine erhalten. 1991 wurde das Gebäude in das Register gefährdeter denkmalgeschützter Bauwerke in Schottland aufgenommen. Seitdem existieren Pläne Baltersan Castle zu einer Luxusresidenz auszubauen. Historic Scotland stellen für die Restaurierung rund 500.000 £ bereit. Die Arbeiten wurden jedoch noch nicht begonnen.

## Beschreibung
Das Gebäude liegt abseits der A77 rund einen Kilometer südwestlich von Maybole. Das dreistöckige Sandsteingebäude weist einen L-förmigen Grundriss auf. Das Mauerwerk ist etwa 1,2 m mächtig. Baltersan Castle ist mit auskragenden Scharwachttürmen ausgestattet. Diese sind ungewöhnlicherweise mit rechteckigen Fenstern und Maschikuli ausgestattet. Das ebenerdige Gewölbe beherbergte einst Küche und Aufbewahrungsräume. Die Halle im ersten Obergeschoss misst rund 11 m × 5,8 m. Fenster weisen in alle vier Richtungen.